# WBUR

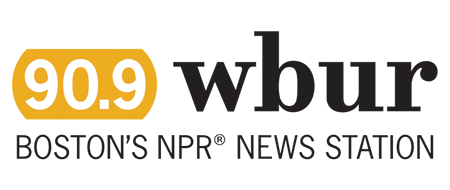
L'image suivante est un logo appartenant à l'Université de Boston utilisé pour identifier WBUR-FM, une station de radio publique nationale (NPR) autorisée à Boston, Massachusetts et desservant la zone d'écoute immédiate de Boston, connue à l'antenne sous le nom de "90.9 WBUR".

WBUR fait référence à deux stations de radio publiques de l'État américain du Massachusetts, WBUR-FM basée à Boston et émettant en modulation de fréquence (90.9 FM), et WBUR basée à West Yarmouth et émettant en modulation d'amplitude (1240 AM). WBUR dépend de l'université de Boston dont elle est la propriété, et est affiliée au réseau de radiodiffusion public NPR ; elle est à ce titre la plus importante des trois stations de Boston du réseau NPR, et la seule dont la programmation est essentiellement orientée informations et débats (format talk radio).

## Historique
WBUR fait partie des radios étudiantes américaines apparues peu après la fin de la Seconde Guerre mondiale. Elle commence à émettre le 1er mars 1950, et utilise un émetteur d'une puissance de 400 watts situé sur le toit de ses locaux au 84 Exeter Street, dans le centre de Boston. Durant les premières décennies de son existence, WBUR est essentiellement animée par des étudiants et des bénévoles. À la fin des années 1950, la radio déménage sur le campus de l'université de Boston, sur  Commonwealth Avenue (en), au dernier étage du bâtiment abritant le College of Communications. 

## Programmation
WBUR réalise et produit plusieurs émissions diffusées à l'échelle nationale, dont Car Talk, On Point, Only A Game et Here and Now.